# Lista de jogos eletrônicos da Activision: 2020–presente
A seguir está uma lista de jogos da Activision de 2020-presente.
| Titulo                                               | Plataforma(s)     | Data de lançamento     | Desenvolvedor                                                                         | Ref.   |
| ---------------------------------------------------- | ----------------- | ---------------------- | ------------------------------------------------------------------------------------- | ------ |
| Call of Duty: Warzone                                | Microsoft Windows | 10 de março de 2020    | Infinity Ward / Raven Software                                                        | [ 1 ]  |
| Call of Duty: Warzone                                | PlayStation 4     | 10 de março de 2020    | Infinity Ward / Raven Software                                                        | [ 1 ]  |
| Call of Duty: Warzone                                | Xbox One          | 10 de março de 2020    | Infinity Ward / Raven Software                                                        | [ 1 ]  |
| Call of Duty: Modern Warfare 2 - Campaign Remastered | PlayStation 4     | 31 de março de 2020    | Beenox                                                                                | [ 2 ]  |
| Call of Duty: Modern Warfare 2 - Campaign Remastered | Microsoft Windows | 30 de abril de 2020    | Beenox                                                                                | [ 2 ]  |
| Call of Duty: Modern Warfare 2 - Campaign Remastered | Xbox One          | 30 de abril de 2020    | Beenox                                                                                | [ 2 ]  |
| Tony Hawk's Pro Skater 1 + 2                         | Microsoft Windows | 4 de setembro de 2020  | Vicarious Visions                                                                     | [ 3 ]  |
| Tony Hawk's Pro Skater 1 + 2                         | PlayStation 4     | 4 de setembro de 2020  | Vicarious Visions                                                                     | [ 3 ]  |
| Tony Hawk's Pro Skater 1 + 2                         | Xbox One          | 4 de setembro de 2020  | Vicarious Visions                                                                     | [ 3 ]  |
| Sekiro: Shadows Die Twice                            | Stadia            | 28 de outubro de 2020  | FromSoftware                                                                          | [ 4 ]  |
| Crash Bandicoot 4: It's About Time                   | PlayStation 4     | 2 de outubro de 2020   | Toys for Bob                                                                          | [ 5 ]  |
| Crash Bandicoot 4: It's About Time                   | Xbox One          | 2 de outubro de 2020   | Toys for Bob                                                                          | [ 5 ]  |
| Call of Duty: Black Ops Cold War                     | Microsoft Windows | 13 de novembro de 2020 | Treyarch / Raven Software                                                             | [ 6 ]  |
| Call of Duty: Black Ops Cold War                     | PlayStation 4     | 13 de novembro de 2020 | Treyarch / Raven Software                                                             | [ 6 ]  |
| Call of Duty: Black Ops Cold War                     | PlayStation 5     | 13 de novembro de 2020 | Treyarch / Raven Software                                                             | [ 6 ]  |
| Call of Duty: Black Ops Cold War                     | Xbox One          | 13 de novembro de 2020 | Treyarch / Raven Software                                                             | [ 6 ]  |
| Call of Duty: Black Ops Cold War                     | Xbox Series X/S   | 13 de novembro de 2020 | Treyarch / Raven Software                                                             | [ 6 ]  |
| Crash Bandicoot 4: It's About Time                   | Nintendo Switch   | 12 de março de 2021    | Toys for Bob                                                                          | [ 7 ]  |
| Crash Bandicoot 4: It's About Time                   | PlayStation 5     | 12 de março de 2021    | Toys for Bob                                                                          | [ 7 ]  |
| Crash Bandicoot 4: It's About Time                   | Xbox Series X/S   | 12 de março de 2021    | Toys for Bob                                                                          | [ 7 ]  |
| Crash Bandicoot 4: It's About Time                   | Microsoft Windows | 26 de março de 2021    | Toys for Bob                                                                          | [ 7 ]  |
| Tony Hawk's Pro Skater 1 + 2                         | Nintendo Switch   | 26 de março de 2021    | Vicarious Visions                                                                     | [ 8 ]  |
| Tony Hawk's Pro Skater 1 + 2                         | PlayStation 5     | 26 de março de 2021    | Vicarious Visions                                                                     | [ 8 ]  |
| Tony Hawk's Pro Skater 1 + 2                         | Xbox Series X/S   | 26 de março de 2021    | Vicarious Visions                                                                     | [ 8 ]  |
| Call of Duty: Vanguard                               | Microsoft Windows | 5 de novembro de 2021  | Sledgehammer Games                                                                    | [ 9 ]  |
| Call of Duty: Vanguard                               | PlayStation 4     | 5 de novembro de 2021  | Sledgehammer Games                                                                    | [ 9 ]  |
| Call of Duty: Vanguard                               | PlayStation 5     | 5 de novembro de 2021  | Sledgehammer Games                                                                    | [ 9 ]  |
| Call of Duty: Vanguard                               | Xbox One          | 5 de novembro de 2021  | Sledgehammer Games                                                                    | [ 9 ]  |
| Call of Duty: Vanguard                               | Xbox Series X/S   | 5 de novembro de 2021  | Sledgehammer Games                                                                    | [ 9 ]  |
| Call of Duty: Modern Warfare II                      | Microsoft Windows | 28 de outubro de 2022  | Infinity Ward                                                                         |        |
| Call of Duty: Modern Warfare II                      | PlayStation 4     | 28 de outubro de 2022  | Infinity Ward                                                                         |        |
| Call of Duty: Modern Warfare II                      | PlayStation 5     | 28 de outubro de 2022  | Infinity Ward                                                                         |        |
| Call of Duty: Modern Warfare II                      | Xbox One          | 28 de outubro de 2022  | Infinity Ward                                                                         |        |
| Call of Duty: Modern Warfare II                      | Xbox Series X/S   | 28 de outubro de 2022  | Infinity Ward                                                                         |        |
| Call of Duty: Warzone 2.0                            | Microsoft Windows | 16 de novembro de 2022 | Infinity Ward / Raven Software                                                        |        |
| Call of Duty: Warzone 2.0                            | PlayStation 4     | 16 de novembro de 2022 | Infinity Ward / Raven Software                                                        |        |
| Call of Duty: Warzone 2.0                            | PlayStation 5     | 16 de novembro de 2022 | Infinity Ward / Raven Software                                                        |        |
| Call of Duty: Warzone 2.0                            | Xbox One          | 16 de novembro de 2022 | Infinity Ward / Raven Software                                                        |        |
| Call of Duty: Warzone 2.0                            | Xbox Series X/S   | 16 de novembro de 2022 | Infinity Ward / Raven Software                                                        |        |
| Crash Team Rumble                                    | PlayStation 4     | 30 de junho de 2023    | Toys for Bob                                                                          | [ 10 ] |
| Crash Team Rumble                                    | PlayStation 5     | 30 de junho de 2023    | Toys for Bob                                                                          | [ 10 ] |
| Crash Team Rumble                                    | Xbox One          | 30 de junho de 2023    | Toys for Bob                                                                          | [ 10 ] |
| Crash Team Rumble                                    | Xbox Series X/S   | 30 de junho de 2023    | Toys for Bob                                                                          | [ 10 ] |
| Call of Duty: Modern Warfare III                     | Microsoft Windows | 10 de novembro de 2023 | Sledgehammer Games                                                                    | [ 11 ] |
| Call of Duty: Modern Warfare III                     | PlayStation 4     | 10 de novembro de 2023 | Sledgehammer Games                                                                    | [ 11 ] |
| Call of Duty: Modern Warfare III                     | PlayStation 5     | 10 de novembro de 2023 | Sledgehammer Games                                                                    | [ 11 ] |
| Call of Duty: Modern Warfare III                     | Xbox One          | 10 de novembro de 2023 | Sledgehammer Games                                                                    | [ 11 ] |
| Call of Duty: Modern Warfare III                     | Xbox Series X/S   | 10 de novembro de 2023 | Sledgehammer Games                                                                    | [ 11 ] |
| Call of Duty: Warzone Mobile                         | Android           | 21 de março de 2024    | Digital Legends Entertainment, Beenox Activision Shanghai Studio, Solid State Studios | [ 12 ] |
| Call of Duty: Warzone Mobile                         | iOS               | 21 de março de 2024    | Digital Legends Entertainment, Beenox Activision Shanghai Studio, Solid State Studios | [ 12 ] |
| Call of Duty: Black Ops 6                            | Microsoft Windows | 25 de outubro de 2024  | Treyarch / Raven Software                                                             | [ 13 ] |
| Call of Duty: Black Ops 6                            | PlayStation 4     | 25 de outubro de 2024  | Treyarch / Raven Software                                                             | [ 13 ] |
| Call of Duty: Black Ops 6                            | PlayStation 5     | 25 de outubro de 2024  | Treyarch / Raven Software                                                             | [ 13 ] |
| Call of Duty: Black Ops 6                            | Xbox One          | 25 de outubro de 2024  | Treyarch / Raven Software                                                             | [ 13 ] |
| Call of Duty: Black Ops 6                            | Xbox Series X/S   | 25 de outubro de 2024  | Treyarch / Raven Software                                                             | [ 13 ] |
| Tony Hawk's Pro Skater 3 + 4                         | Microsoft Windows | 11 de julho de 2025    | Iron Galaxy                                                                           | [ 14 ] |
| Tony Hawk's Pro Skater 3 + 4                         | Xbox One          | 11 de julho de 2025    | Iron Galaxy                                                                           | [ 14 ] |
| Tony Hawk's Pro Skater 3 + 4                         | Xbox Series X/S   | 11 de julho de 2025    | Iron Galaxy                                                                           | [ 14 ] |
| Tony Hawk's Pro Skater 3 + 4                         | Nintendo Switch   | 11 de julho de 2025    | Iron Galaxy                                                                           | [ 14 ] |
| Tony Hawk's Pro Skater 3 + 4                         | Nintendo Switch 2 | 11 de julho de 2025    | Iron Galaxy                                                                           | [ 14 ] |
| Tony Hawk's Pro Skater 3 + 4                         | PlayStation 4     | 11 de julho de 2025    | Iron Galaxy                                                                           | [ 14 ] |
| Tony Hawk's Pro Skater 3 + 4                         | PlayStation 5     | 11 de julho de 2025    | Iron Galaxy                                                                           | [ 14 ] |
| Call of Duty: Black Ops 7                            | Microsoft Windows | 2025                   | Treyarch / Raven Software                                                             | [ 15 ] |
| Call of Duty: Black Ops 7                            | Xbox One          | 2025                   | Treyarch / Raven Software                                                             | [ 15 ] |
| Call of Duty: Black Ops 7                            | Xbox Series X/S   | 2025                   | Treyarch / Raven Software                                                             | [ 15 ] |
| Call of Duty: Black Ops 7                            | PlayStation 4     | 2025                   | Treyarch / Raven Software                                                             | [ 15 ] |
| Call of Duty: Black Ops 7                            | PlayStation 5     | 2025                   | Treyarch / Raven Software                                                             | [ 15 ] |